# Sune Rooth
Sune Rooth, född 16 oktober 1918 i Stockholm, död 6 januari 2008 i Hölö, var en svensk skulptör, tecknare, grafiker, målare och konstsmed. 
Han var son till direktören Harald Rooth och Lisa Rut Valentin och gift första gången med Kerstin Göransson och från 1955 gift med Bibbi Hellgren, han var bror till Anders Rooth. Han utbildade sig till konstsmed vid Konstfackskolan i Stockholm 1935-1939. Därefter följde studieresor till Tyskland, Schweiz och Italien. Han var under flera år verksam i Södertälje där han tilldelades ett mästarbrev 1944. På Förenta nationernas uppdrag vistades han 1957 i Siam som formgivare och för att göra en insats i hjälparbetet för mindre utvecklade länder. Han ställde ut separat i bland annat Södertälje, Nyköping och på De Ungas salong i Stockholm. Han medverkade i samlingsutställningar med Sveriges allmänna konstförening och Liljevalchs Stockholmssalonger. Med tiden övergick han från smidesarbetet till att arbeta mer med skulpturer, måleri, teckning och grafik. Som skulptör arbetade han i hårda materiel som koppar, trä och gips med abstrakta former. Bildkonsten består av figurmotiv och porträtt. Bland hans offentliga arbeten märks mosaikbeklädda reliefer i Jäderfors kommunalhus, verket Kunskapens ljus på St Annas sjukhus i Nyköping, granitskulpturen Frigörelse i Nyköping och dekorativa arbeten i Statens hantverksinstitut samt restaurang Sturehof i Stockholm. Tillsammans med Brynolf Hellner utgav han 1961 boken Konstsmide.